# Ferreira (Pantón)
Ferreira (llamada oficialmente Santa María de Ferreira de Pantón) es una parroquia y una aldea española del municipio de Pantón, en la provincia de Lugo, Galicia.

## Otras denominaciones
La parroquia también es conocida por el nombre de Santa María de Ferreira.

## Organización territorial
La parroquia está formada por diecisiete entidades de población, constando diez de ellas en el nomenclátor del Instituto Nacional de Estadística español:
- A Estrada
- Basillao
- Bouzas (As Bouzas)
- Capa (A Capa)
- Curro (O Curro)
- Ferreira de Pantón (O Castro de Ferreira)
- Goián
- Lavandeira (A Lavandeira)
- Mato (A Vila do Mato)
- Mouro (O Mouro)
- Os Castriños
- Ramos (Os Ramos)
- San Adreán (Santadriao)
- Torre (A Torre)
- Valiño (O Valiño)
- Vila da Carreira (A Vila da Carreira)
- Vila do Souto (A Vila do Souto)

## Demografía

### Parroquia
| Gráfica de evolución demográfica de Ferreira (parroquia) entre 2000 y 2020 |
|                                                                            |
| Datos según el nomenclátor publicado por el INE.                           |

### Aldea
| Gráfica de evolución demográfica de Ferreira de Pantón (aldea) entre 2000 y 2020 |
|                                                                                  |
| Datos según el nomenclátor publicado por el INE.                                 |

## Patrimonio
En el lugar próximo de A Torre se levanta el castillo de Ferreira, hoy llamado de Maside, ejemplo de arquitectura feudal del siglo XI, restaurado en el siglo XIX por Jacobo Arias Sanjurjo. La fortaleza de Ferreira fue morada del caudillo irmandiño Diego de Lemos, muerto en 1492 y enterrado en la iglesia del monasterio de San Salvador de Ferreira. 
Muy cerca de la capital municipal, O Castro de Ferreira, se encuentra el Monasterio de las Madres Bernardas, primero benedictino, luego cisterciense, siempre de reservado a mujeres. Cuenta con la peculiaridad de ser el único de toda Galicia que conservó su función desde su creación hasta el presente. Al llegar el siglo XIX continuó con la actividad que le era propia, sin verse afectado por la Desamortización de Mendizábal. Este magnífico conjunto arquitectónico, monumento nacional desde el año 1975, fue levantado en varias etapas a lo largo de cinco siglos. La iglesia románica está datada en el siglo XII. El claustro es una obra del siglo XV. El resto de los espacios fueron construidos en el siglo XVIII.
En el lugar de Goián se encuentra el pazo del mismo nombre, que perteneció al duque de Sagro. En el centro de la villa de Ferreira se encuentra un castro. El templo parroquial es del siglo XVIII decorado con retablos del siglo XIX. La Casa Consistorial es un edificio señorial de piedra de cantería, del siglo XVII.